# Wasilew Szlachecki
Wasilew Szlachecki (pronunciación en polaco: /vaˈɕilɛf ʂlaˈxɛtskʲi/) es un pueblo en el distrito administrativo de Gmina Repki, dentro del Distrito de Sokołów, Voivodato de Mazovia, en el este de Polonia. Se encuentra aproximadamente 21 kilómetros al este de Sokołów Podlaski y 108 kilómetros al este de Varsovia.